# Erich Schütze
Erich Schütze (ur. ?, zm. ?) – niemiecki as myśliwski z czasów I wojny światowej z 5 potwierdzonymi zwycięstwami powietrznymi.
W 1917 roku służył w jednostce wspierania artylerii FAA 201. 27 maja 1917 roku razem z obserwatorem Ernstem Noerthenem zestrzelili samolot wroga. Następnie Erich Schütze służył w specjalnej jednostce lotniczej Reihenbildzug 9 - jednostce dalekiego rozpoznania lotniczego. Jednostka operowała na froncie rumuńskim. W czasie służby w niej Schütze odniósł kolejne trzy zwycięstwa, w tym dwa nad balonami obserwacyjnymi. w grudniu 1917 roku został odznaczony pruskim Złotym Krzyżem Zasług Wojskowych.
Następnie został przeniesiony do walczącej w Macedonii jednostki myśliwskiej Jagdstaffel 25. W jednostce służył od 27 kwietnia 1918 roku i odniósł w niej kolejna 2 zwycięstwa.

## Odznaczenia
- Złoty Krzyż Zasług Wojskowych – 20 grudnia 1917